# Il Conciliatore

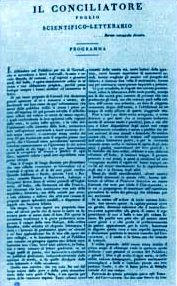
Titelseite der Zeitschrift auf typischem blauen Papier

Il Conciliatore („Der Versöhner“) war eine italienische politisch-literarische Zeitschrift, die vom 3. September 1818 bis zum 17. Oktober 1819 alle zwei Wochen in Mailand erschien. Sie vermittelte die ästhetischen, philosophischen und wissenschaftlichen Ideen der Romantik nach Italien und stärkte das Nationalgefühl in der Zeit des Risorgimento. Im Haus des Grafen Luigi Porro Lambertenghi wurde die Zeitschrift redigiert, weitere Mitarbeiter waren Giovanni Berchet, Ludovico di Breme, Federico Confalonieri, Piero Maroncelli, Giuseppe Nicolini und Silvio Pellico. Wegen ihrer patriotischen Haltung wurde sie von der österreichischen Zensur verboten (Mailand gehörte damals zum Königreich Lombardo-Venetien und damit zum Kaisertum Österreich).
1914/15 bestand eine zweite Zeitschrift gleichen Namens unter der Leitung von Giuseppe Antonio Borgese.

## Quelle
- Horst Heintze: Il Conciliatore. In: Herbert Greiner-Mai (Hg.): Kleines Wörterbuch der Weltliteratur. VEB Bibliographisches Institut Leipzig 1983. S. 126.